# Salat (Speise)

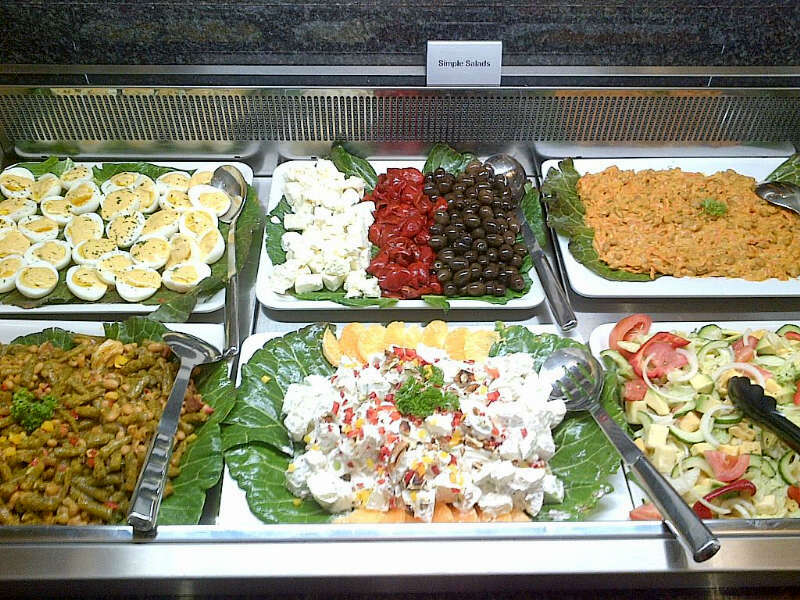
Verschiedene Salate auf einem Buffet

Salat ist eine Speise der kalten Küche und kann pikant oder fruchtig-süß sein. Salate bestehen aus zerkleinertem Gemüse oder Obst, ggf. mit anderen Zutaten, und werden mit einer Salatsauce angemacht. Salate werden kalt und warm serviert.
Man unterscheidet nach Zusammensetzung oder Herstellungsweise, z. B. rohe oder gekochte Gemüsesalate. Einfache Salate werden in der Regel als Beilagensalat gereicht (grüne Salate, aus einer Substanz bestehende aus Rohgemüse oder gekocht). Zusammengesetzte Salate (Salatkompositonen) dienen meist als Vorspeise, vor allem wenn sie Fleisch von Schalentieren, Fisch, Wild usw. enthalten.
Eine Salatplatte enthält Mischungen aus gekochten und/oder rohen Salaten (sogenannter gemischter Salat).
Zum Zubereiten von Salaten werden Salatsaucen verwendet. Traditionelle Mayonnaise-Ableitungen werden zunehmend von den energiereduzierten Dressings (Joghurtsauce, Essig-Öl-Kräuter-Saucen, Tomatensaucen) verdrängt. Innerhalb eines Menüs nehmen Salate weniger die Stelle eines Extragangs ein, sondern vielmehr als Beilage sowie als Vorspeise oder Zwischengericht.

## Einteilung nach Rohstoff

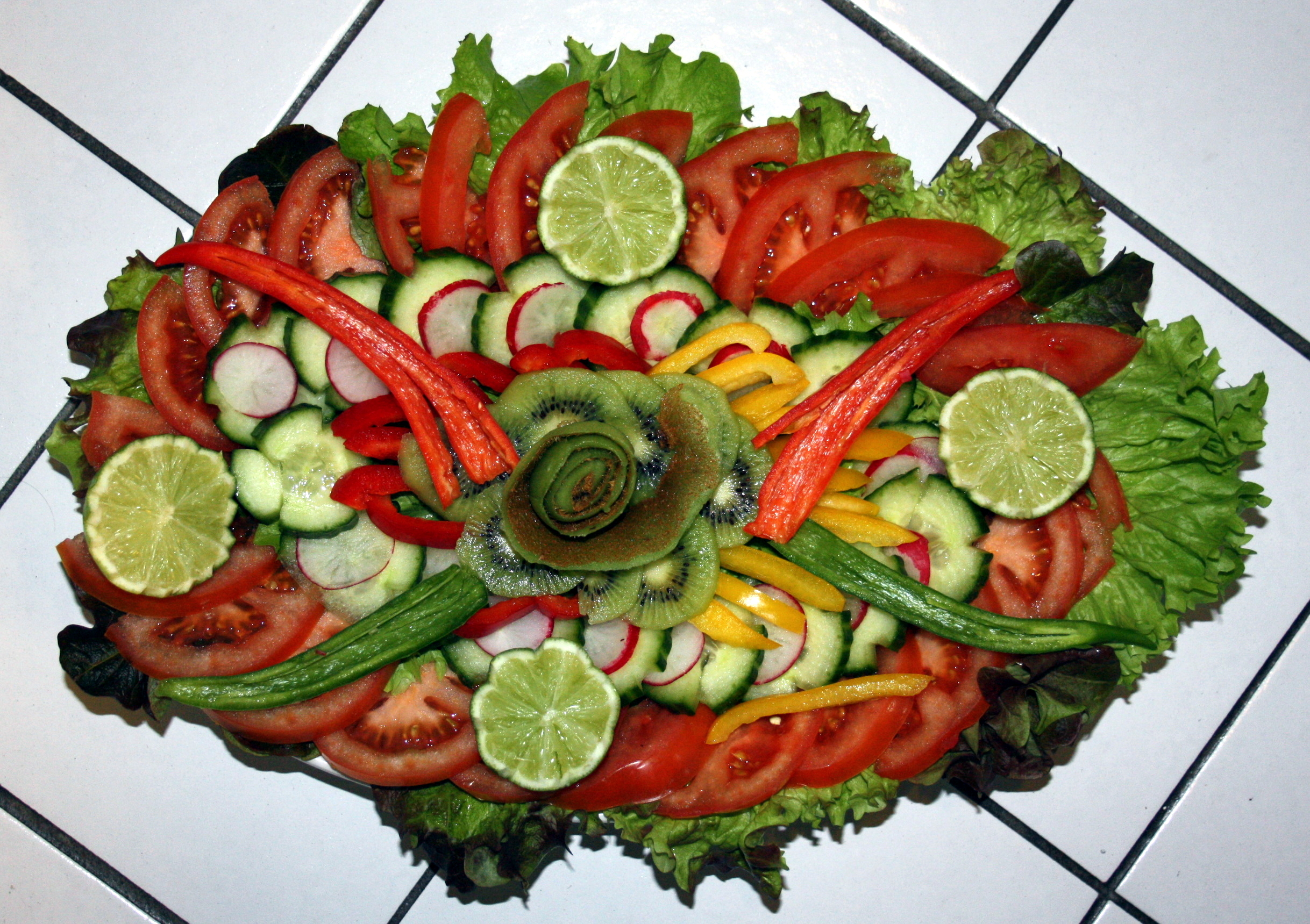
Eine Salatplatte

Eine Einteilung der Salate kann entsprechend den vorrangig verwendeten Rohstoffen erfolgen:
- Eiersalate
- Fischsalate und Krebssalate
- Fleischsalate, wie Geflügelsalate und Wurstsalate
- Gemüsesalate, Pilzsalate, einschließlich Blattsalate und Rohkost
- Hülsenfrüchtesalate (Bohnensalate, Linsensalate)
- Teigwaren- und Getreidesalate (z. B. Bulgursalate)
- Kartoffelsalate
- Käsesalate
- Krautsalate (warm, kalt oder aus Sauerkraut)[1]
- Obstsalate (sofern sie keine Süßspeisen sind)
- Spezialsalate (amerikanische Salate).[2]Tomate-Mozzarella-Salat

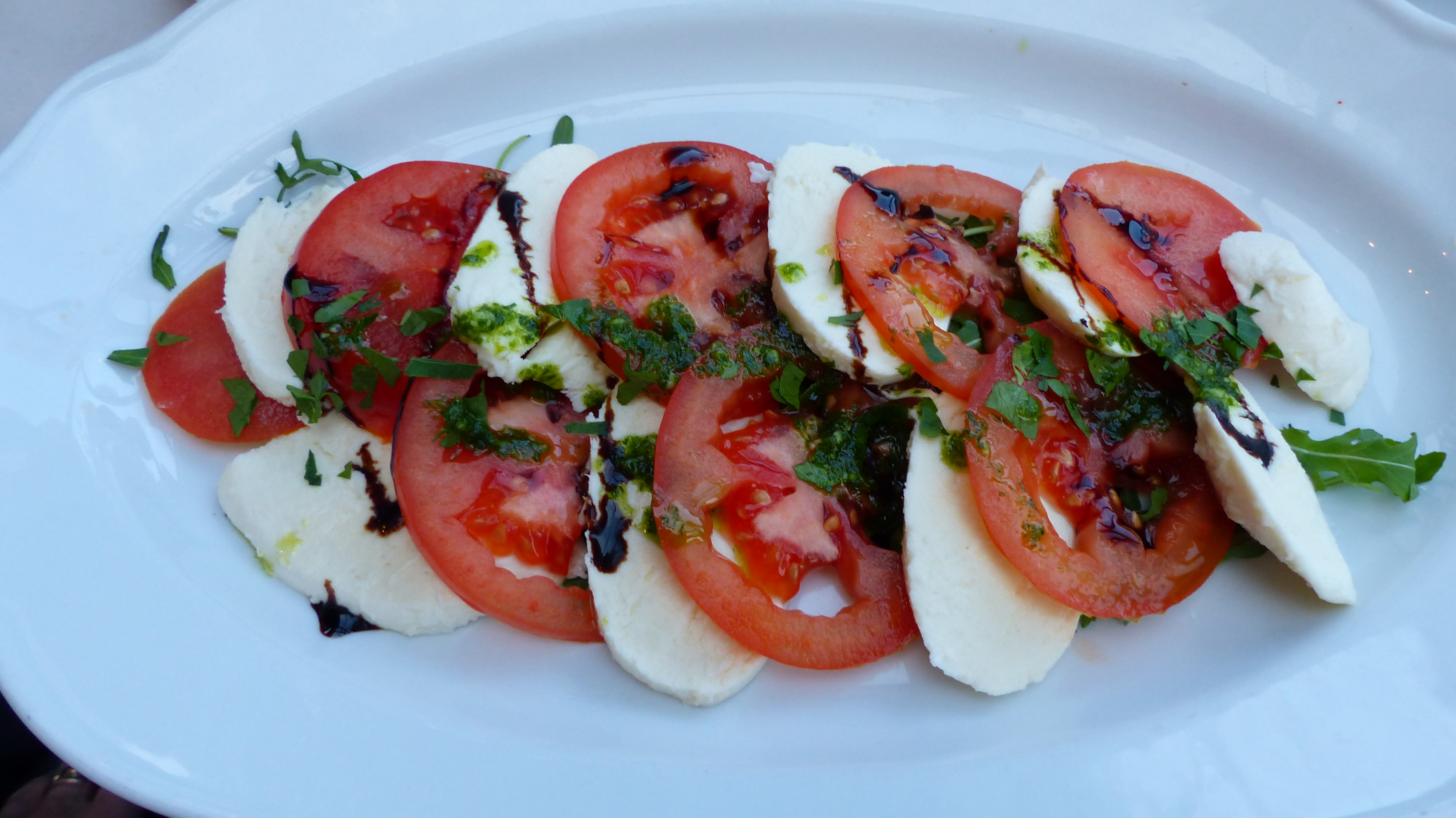
Tomate-Mozzarella-Salat

## Gemischte Salate
Unter gemischten Salaten versteht man getrennt angemachte Salate, die erst auf dem Anrichtegeschirr zusammengestellt werden, bzw. Salate, die aus unterschiedlichen Rohstoffen (auch Käse oder Fisch, Meeresfrüchte und Feinkost aus dem Meer, z. B. Kaviar) zusammengemischt werden. Beispiele sind Heringssalat, Aida-Salat, Carmen-Salat.

## Gemüsesalate
Man unterscheidet Salate aus gegartem Gemüse (z. B. Bohnensalat, Selleriesalat, Weißkohlsalate) und aus ungegartem Gemüse (Blattsalate und Rohkostsalate) wie Karottensalat. Gemischte Gemüsesalate enthalten noch Obst oder Käse, beispielsweise Griechischer Bauernsalat.

## Amerikanische Salate
Die Eigenart der amerikanischen Salate liegt in der Zusammensetzung von grünen Salaten mit Feldfrüchten und Obst, beispielsweise Waldorf-Salat oder Chicken Salad. Europäische Einwanderer brachten ihre Salatrezepte in die USA. Mitte des 19. Jahrhunderts widmeten amerikanische Kochbücher den Salaten eigene Kapitel; Mayonnaise wurde mit einer Vielzahl von Obst und Gemüse gemischt. Ab Ende des gleichen Jahrhunderts erschienen spezielle Salatkochbücher, darunter das The American Salad Book von 1899, dessen Autor zugab, dass die Amerikaner zu wenig grüne Salate aßen. Er wies auf die französische Küche als Vorbild für Salatzubereitungen, gleichzeitig auch darauf, dass Amerika ein viel größeres Angebot an Früchten und Gemüsen habe. Deutsche Salate waren demnach zu schwer für den amerikanischen Gaumen, während die britische Küche in Bezug auf Salate zu "barbarisch" erschien. Die Staaten Florida und Kalifornien brachten neue Salatvariationen hervor wie Chefsalat, Caesar Salad und Avocadosalat. Warme Salate wie Kartoffelsalat wurden während des 20. Jahrhunderts eingeführt.

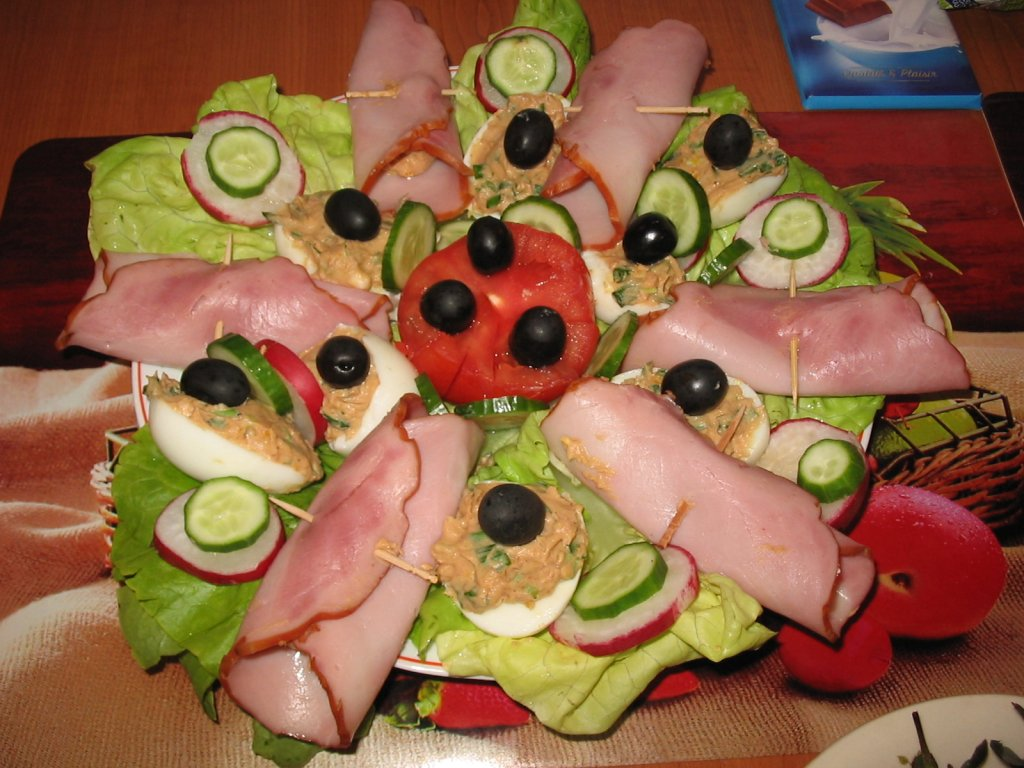
Rumänischer Salat

## Salatsoßen
Ein Salat wird fast immer mit einer Salatsauce („Dressing“) angemacht, zum Beispiel:
- mayonnaisebasiert: Cocktailsoße, Louis Dressing, Ranch-Dressing, Russisches Dressing oder Thousand-Island-Dressing
- ölbasiert: Vinaigrette/French Dressing
- nur Essig und Öl, dazu Pfeffer und Salz (in Italien: Balsamico und Öl; in der Steiermark: Apfelessig und Kürbiskernöl)[4]

## Wortherkunft und Geschichte
Das Wort „Salat“ stammt von französisch salade, italienisch insalata, von lateinisch sallita und bedeutet ursprünglich „eingesalzen“. Salate sind also gemäß dem Wortsinn mit Salz haltbar gemachte Speisen.
Das erste Buch, das ausschließlich von Salaten handelte, war John Evelyns Acetaria: A Discourse on Sallets (London 1699). Er schrieb darin, dass die Gemüsesalate aus Italien und den Niederlanden stammten.

## Redewendungen
Einige Redewendungen mit „Salat“ beziehen sich auf das Durcheinander im übertragenen Sinne des Wortes (Beispiel: Kabelsalat). „Den Salat haben“ ist ein Ausdruck des Ärgers.